# Zózimo Bulbul
Zózimo Bulbul (21 de septiembre de 1937 - 24 de enero de 2013) fue un reconocido promotor de la cultura afrobrasileña tanto en el ámbito cinematográfico como en la sociedad en su conjunto. Bulbul cofundó y coordinó el Encontro de Cinema Negro Brasil, África & Américas, evento que presenta películas con actores, directores y temáticas de origen africano y afrobrasileño.

## Biografía
Bulbul debutó en el cine con el filme de 1962, Cinco Vezes Favela. Durante su trayectoria, ha contribuido en más de treinta películas, incluyendo Quilombo y Sagarana: The Duel. Bulbul también trabajó como director y cineasta. Su trabajo más reconocido fue Abolição, el cual presentó en 1988. Bulbul, mediante Abolição, analizó el centenario de la abolición de la esclavitud en el país. La Lei Áurea prohibió la esclavitud en 1888.
Bulbul residió en el extranjero, en Nueva York, durante la etapa más dura de la dictadura en Brasil, en los años 70. 
El documental Zózimo Bulbul de 2006 mostró su vida y trabajo. La película estuvo bajo la dirección de Lázaro Ramos dentro de la serie de televisión Retratos Brasileiros de Canal Brasil. 
Zózimo Bulbul murió el 24 de enero de 2013, a la edad de 75 años, en su hogar situado en el barrio Flamengo de Río de Janeiro. Fue enterrado en el cementerio São Francisco Xavier, situado en la zona de Caju del pueblo.

## Filmografía
| Year | Title                                     | Role                    | Notes                             |
| ---- | ----------------------------------------- | ----------------------- | --------------------------------- |
| 1962 | Cinco vezes Favela                        |                         | (segment "Pedreira de São Diego") |
| 1963 | Ganga Zumba                               |                         |                                   |
| 1965 | Grande Sertão                             |                         |                                   |
| 1966 | Onde a Terra Começa                       |                         |                                   |
| 1967 | Entranced Earth                           | Reporter                |                                   |
| 1967 | Proezas de Satanás na Vila de Leva e Tráz |                         |                                   |
| 1967 | Garota de Ipanema                         |                         |                                   |
| 1967 | El justicero                              | Dudu da Briga           |                                   |
| 1968 | O Homem Nu                                |                         |                                   |
| 1968 | O Engano                                  | Lover                   |                                   |
| 1969 | Operaçao Tumulto                          |                         |                                   |
| 1969 | O Cangaceiro Sem Deus                     |                         |                                   |
| 1969 | Compasso de Espera                        | Jorge                   |                                   |
| 1969 | A Compadecida                             | Manuel / Frade          |                                   |
| 1970 | República da Traição                      |                         |                                   |
| 1970 | The Palace of Angels                      | Ambassador from Senegal |                                   |
| 1970 | Jardim de Guerra                          |                         |                                   |
| 1970 | A Guerra dos Pelados                      |                         |                                   |
| 1971 | Quando as Mulheres Paqueram               |                         |                                   |
| 1972 | Os Sóis da Ilha de Páscoa                 | Helvio                  |                                   |
| 1973 | Sagarana: The Duel                        |                         |                                   |
| 1974 | El Encanto del amor prohibido             |                         |                                   |
| 1974 | Pureza Proibida                           | Chico                   |                                   |
| 1974 | Brutos Inocentes                          |                         |                                   |
| 1975 | Ana, a Libertina                          |                         |                                   |
| 1979 | Black Goddess                             | Babatunde               |                                   |
| 1980 | Parceiros da Aventura                     | Grevista                |                                   |
| 1980 | Giselle                                   | Jorge                   |                                   |
| 1983 | A Menina e o Estuprador                   | Pedro                   |                                   |
| 1984 | Quilombo                                  | Stone Man               |                                   |
| 1987 | Tanga (Deu no New York Times?)            |                         |                                   |
| 1988 | Natal da Portela                          |                         |                                   |
| 2002 | The Forest                                | Procópio                |                                   |
| 2004 | Filhas do Vento                           | Marquinho               |                                   |
| 2005 | O Veneno da Madrugada                     | Carmichael              |                                   |
| 2010 | 5x Favela, Agora por Nós Mesmos           | Homem do Bar            | (final film role)                 |